# Литвак, Михаил Александрович
Михаи́л Александрович Литва́к (5 декабря 1927, Бердичев, Украинская ССР — 30 января 2013, Москва) — советский и российский кинопродюсер.

## Биография
В 1949 г. окончил экономический факультет ВГИКа. Работал начальником районного отдела кинофикации в Сороках (Молдавская ССР), зам. начальника производства Московского завода киноаппаратуры, директором картин на к/с им. Горького, начальником производственного отдела Госкино.
В 1970—1975 гг. — зам. директора к/с «Союзмультфильм», в 1975—1986 гг. — директор Первого ТО к/с им. Горького. Преподавал во ВГИКе и на ВКСР курс «Организация, планирование и финансирование кинопроизводства». С 1986 г. — директор студии «Глобус» к/с им. Горького (ныне — при Международном фонде развития кино и телевидения для детей и юношества «Фонд Ролана Быкова»).
С 1972 года, более 20 лет, читал курс лекций «Организация кинопроизводства» на Высших курсах сценаристов и режиссёров..
Умер 30 января 2013 года в Москве в Боткинской больнице.

## Фильмография

### Актёр
- 2005 — Адам и превращение Евы

### Продюсер
- 1962 — На семи ветрах
- 1963 — Если ты прав
- 1989 — Свой крест
- 1990 — Униженные и оскорблённые (СССР, Швейцария, Италия)
- 1990 — Доминус
- 1990 — Система «Ниппель»
- 1991 — Божья тварь
- 1991 — Безумная Лори
- 1991 — Мементо мори
- 1992 — Алиса и букинист
- 1992 — Увидеть Париж и умереть (совм. с Р. Ибрагимбековым)
- 1993 — Завещание Сталина (совм. с А. Безугловым)
- 1993 — Неравненная (Украина)
- 1995 — Всё вокруг засыпано снегом (Россия, Узбекистан)
- 1996 — Барханов и его телохранитель
- 1997 — Маленькая принцесса (совм. с М. Зильберманом)
- 1998 — Семья (Азербайджан), (совм. с Р. Ибрагимбековым, С. Аббасовым)
- 2000 — Артист и мастер изображения (совм. с В. Железниковым, В. Лонским)
- 2000 — Русский бунт (Россия, Франция) (совм. с И. Толстуновым, М. Зильберманом, И. Бортниковым)
- 2001 — Сверчок за очагом (совм. с В. Железниковым, Д. Руденко, И. Пантелеевым)
- 2003 — С ног на голову (телевизионный, совм. с В. Железниковым)
- 2004 — Игры мотыльков (совм. с В. Железниковым)
- 2005 — Последний уик-энд (совм. с В. Железниковым, Л. Литваком)
- 2005 — Херувим (телесериал) (совм. с М.Тодоровской)
- 2007 — Дом на английской набережной (совм. с В. Железниковым)
- 2008 — Мой бедный Марат (телевизионный, совм. с В. Железниковым)
- 2009 — Похороните меня за плинтусом (совм. с Л. Литваком)
- 2010 — Чучело 2 (совм. с В. Железниковым, Л. Литваком)
- 2011 — Печорин (совм. с В. Железниковым, Л. Литваком)